# 魏清泰
魏清泰（？—？），正黄旗包衣管领下人，清高宗孝仪纯皇后之父，嘉庆帝外祖父。
原任内管领。女儿魏氏在乾隆初年，成为乾隆帝的后宫，即孝仪纯皇后。乾隆十三年（1748年），魏清泰負責已故孝賢皇后供桌上的餑餑，一直拖延不备，不久便因「迟误獻供饽饽」而被罰，因他有「加四级」的官衔，便销去所加二级抵，现降兩级。乾隆十六年（1751年），因女儿的缘故，魏清泰一家从本旗包衣牛录拨出。日后，抬旗入满洲镶黄旗。
嘉庆元年四月，追封魏清泰为三等承恩公，妻子杨佳氏为公妻一品夫人。

## 家庭
- 始祖魏氏綬恩。“綬恩，正黄旗包衣管領下人，世居瀋陽地方，來歸年分無考。其曽孫五十一原任内務府總管。元孫清泰現任内管領，清寧現任六品官，玉保住原任庫掌。四世孫吉慶現任筆帖式”（据《八旗滿洲氏族通譜》卷74）
- 曾祖魏氏
- 祖父：护军校魏嗣兴
- 父亲：总管内务府大臣武士宜（又五十一）
- 配偶：杨佳氏，曾任雍正朝宣册的女官
- 女儿：孝仪纯皇后魏佳氏，嘉庆帝生母
- 儿子：和邦额、英敏、德保[2]、德馨（佐领）
- 孙子：桂林（德馨子，佐领）
- 曾孙：花沙布（桂林子，三等承恩公 副都统 佐领）

## 影视作品
- 電視劇

| 年份 | 劇名     | 演員   | 剧中姓名 | 劇中稱謂 |
| 2018 | 延禧攻略 | 沈保平 | 魏清泰   |          |